# Autobianchi A111
El A111 fue un turismo producido por Autobianchi en dos series entre el 1969 y el 1972.

## Contexto histórico
Dante Giacosa habría querido, para reemplazar al antiguo Fiat 1300, un moderno automóvil de clase media dotado de tracción anterior. Los resultados de la experiencia adquirida a partir de 1964, con el Autobianchi Primula habían sido decisivamente buenos, sea en términos de comportamiento en carretera, como en aprovechamiento del espacio interior (gracias a la posibilidad de colocar transversalmente el motor, evitando así que el árbol de transmisión atravesara el habitáculo).
Con estas intenciones Giacosa inició el proyecto experimental 123, bajo la indiferencia de la cúpula de Fiat que insta a la oficina técnica a aparcar el proyecto para concentrarse sobre el futuro 124, para el que decide que se mantenga la tracción posterior.
El proyecto 123, en cambio, se utilizó de base para el desarrollo de una nueva berlina de tracción delantera que se vendería bajo la marca filial Autobianchi como heredera del Autobianchi Primula. En 1967, de hecho, mientras se llevaban a cabo los estudios para la realización del futuro A112 (embrión del Fiat 127), la dirección de la Autobianchi recibe el encargo de sustituir el "Primula" por una berlina convencional de tres volúmenes, para la que se aprovecharía el prototipo "E4" del proyecto 123, ya casi listo para producción, apenas modificado para adaptar componentes mecánicos procedentes del grupo

## El nacimiento y la evolución
La "A111" (nombre comercial de la nueva berlina) tenía una mecánica con elementos a la última (motor anterior trasversal con ventilador del radiador eléctrico, caja de cambios en continuación del cigüeñal con cárter separado, amortiguador de dirección o los frenos de disco en las cuatro ruedas con doble circuito con servofreno y compensador de frenada) junto a elementos convencionales (tren delantero con triángulo inferior y ballestón transversal con función estabilizadora - típica solución Fiat de la época - eje rígido trasero con ballestas o transmisión de cuatro marchas-. La línea, muy tradicional según la moda italiana de la época (una berlina de 3 volúmenes de las formas decididamente cuadradas), mezclaba elementos de inspiración 124 con soluciones que anticipaban al futuro Fiat 128 (al cual se asemejaba mucho). Un característica particular para la época fue cuidado puesto en la seguridad,  aprovechando la implantación transversal de la mecánica se pudo trabajar en la deformación programada de la carrocería y en la columna de dirección colapsable, en el interior por su parte se diseñó con un salpicadero no intrusivo y con fijación para cinturones de seguridad traseros.
La plataforma sobre la que se desarrolló en proyecto derivaba de la del Primula cupé S con varias mejoras como por ejemplo el servofreno y el amortiguador de dirección.
Los acabados interiores estaban muy cuidados, con tapicerías en paño, skay o mixtas, apoyabrazos posterior abatible, plancha de madera en el salpicadero y revestimiento interior de moqueta sin ninguna parte metálica al descubierto. Completaban la dotación detalles como una pitillera junto a ceniceros delanteros y traseros, un gancho para colgar ropa e incluso luces de situación rojas en las puertas delanteras.
ElA111 estaba movido por el 4 cilindros con árbol de levas lateral 1438 cm³ de 70 CV DIN (75 SAE), procedente del Fiat 124 Special pero alimentado de un carburador doble Weber 32DFB como el del Primula cupé S, gracias al cual tenía prestaciones brillantes y superiores a la berlina Fiat, acoplado a una transmisión manual a cuatro marchas sincronizadas para una velocidad máxima declarada de 155 km/h. Interesante también la presencia del embrague mandado hidráulicamente al fin de mejorar el confort y reducir el tamaño del mecanismo de mando en el vano motor.
En 1970 se presentó la segunda serie con retoques de detalle (grupos ópticos posteriores doblados, eliminación del perfil cromado de la rejilla de aireación del vano motor, varias mejoras interiores entre las cuales estaban la extensión de los acabados en madera también a los paneles de puertas, salpicadero retocado con reposicionamiento del compartimento portaobjeto, volante del Fiat 125, etc. Dejó de fabricarse en noviembre de 1972 (aunque se siguió vendiendo el stock el año siguiente), sin ser sustituido por ningún modelo de la misma marca al haber adquirido recientemente Fiat la marca Lancia y ocupar el mismo espacio -vehículos premium de tracción delantera- los nuevos Lancia Beta. Se construyeron poco menos de 58.000 ejemplares.
Excelente rutero sobre autopista, donde podía aguantar fácilmente los 135/140 km/h, destacaba igualmente sobre carretera de montaña incluso con nieve gracias a su tracción delantera. Pagó el precio de su excesiva innovación, no teniendo el merecido éxito comercial en parte debido a la poca inversión realizada en publicidad  y a un precio no demasiado competitivo (un millón setenta mil liras de 1970) frente a la competencia interior del Fiat 124 y luego también del Fiat 128, ambos más baratos y conocidos por el gran público. Su plataforma se utilizó después para el vehículo comercial  Fiat 238.